# 주버나일
주버나일(Juvenile, 본명 Terius Gray, 1975년 3월 25일~)은 미국의 랩퍼이다. 예전 릴 웨인과 같이 핫 보이즈라는 그룹으로 활동한 적이 있었고, 캐시 머니 레코드 소속이다. 대표곡으로는 2003년 빌보드 핫 100차트 1위를 했던 곡 'Slow Motion' 등이 있다. 뉴올리언스 출생이다.